# Monumento Otan Korgaushilar
El Monumento Otan Korgaushilar (en kazajo: «Отан қорғаушылар» монументі; en ruso: Памятник "Отан коргаушилар") es un monumento de ciudad en Nur-sultán, la capital de Kazajistán. Se encuentra en la plaza Defensores de la Patria cercana a la Avenida Tauelsizdik. Principalmente conmemora a los kazajos quiénes fueron enviados para servir en el Ejército Soviético durante la Gran Guerra Patria (Segunda Guerra Mundial) así como a los veteranos de las Fuerzas Armadas de Kazajistán. En el idioma kazajo, "Otan Korgaushilar" es el término utilizado para "Defensores de la Patria". Mandatarios como Aleksandr Lukashenko, Moon Jae-in y Kasim-Yomart Tokaev han visitado y colocado coronas en el monumento. Los Desfiles de Día de la Victoria generalmente se llevan a cabo en el monumento el 9 de mayo.
La apertura fue durante Día de la Victoria de 2001. La piedra base del monumento fue puesta el 10 de junio de 1998 por el presidente de Kazajistán, Nursultán Nazarbáyev.
El contratista general fue la empresa Gorkommunkhoz, y los dos arquitectos encargados fueron A. Beksultanov y N. Konopoltsev.

## Diseño
Se eleva del suelo por una base de granito, donde se encuentra una estela de bronce. El monumento tiene 24 metros de altura y está hecho de 63 tonos de bronce. La figura central del monumento es una mujer agarrando una taza dorada, simbolizando la paz y prosperidad. Los soldados soviéticos son representados a la derecha, mientras que en el lado izquierdo son representados a los combatientes kazajos aplastando a personas del pueblo dzungar. Hay una llama eterna ardiendo frente al monumento. La llama fue parte de una llama ardiendo en el Parque de los 28 Guardias Panfilov en Almatý. Hay un parque construido alrededor del monumento.